# Ernest Fontanès
Charles Louis Ernest Fontanès, né le 31 janvier 1828 à Nîmes et mort le 7 juillet 1903 à Paris, est un pasteur français, figure importante du protestantisme libéral au cours de la deuxième moitié du XIXe siècle, également connu pour son engagement pacifiste.

## Biographie

### Vie familiale
Son père, Ferdinand Fontanès, est pasteur de l'Église réformée de Nîmes et sa mère, Marie Peyron est apparentée au pasteur libéral Samuel Vincent (1797-1862). Ernest Fontanès épouse en 1857 Pauline Lichtenstein (1824-1905), avec laquelle il a six enfants.

### Études
Après des études classiques au lycée de Nîmes, Ernest entreprend ses études théologiques à la faculté de théologie protestante de l'université de Genève (1846-1849).Lle 16 juillet 1850, il soutient sa thèse de baccalauréat en théologie intitulée Du fondement de l’Église à la faculté de théologie protestante de Strasbourg. Il achève sa formation en fréquentant les universités de Bonn (1851), de Berlin et de Heidelberg (1852). Le 27 mai 1852, à Nîmes il est consacré pasteur par son père. De 1852 à 1856, il est le suffragant du pasteur Honoré Michel, à Montpellier.

### Travail pastoral
Appelé par l’Église du Havre, Ernest Fontanès y est nommé par décret le 12 mai 1856 (dans le cadre du régime concordataire français) et installé le 29 juin. En 1858, il devient aumônier protestant du collège du Havre et en 1860 président du consistoire. Le 14 décembre 1862, il inaugure le nouveau temple protestant du Havre et y donne le sermon Le royaume de Dieu, qu'il définit comme le progrès de la civilisation, rendu possible par la tolérance philosophique, animé de la foi en Dieu et de l'amour de l'humanité.
Dès 1869, sur le désir de la majorité de ses paroissiens et avec l'autorisation de son consistoire, il omet, dans la liturgie, la lecture du symbole des apôtres, ce qui contribuera à le faire interdire de prédication, jusqu'à sa mort, dans les chaires officielles de Genève et de Paris. En 1872, il participe aux côtés des « libéraux » au synode général réformé.
À partir de 1887 et jusqu'en 1902, il exerce son ministère pastoral à Paris, en appui aux protestants libéraux de cette ville. Il démissionne alors de ses fonctions au Havre le 9 mai 1896, et est nommé président honoraire du consistoire de cette ville (juillet 1896), et c'est au Havre qu'il prêche son sermon d'adieu : Cinquante ans de ministère (publié à Paris en 1902, 79 pages).
À Paris il prêche dans une salle de la Société de géographie du boulevard Saint-Germain, y célébrant la culte les dimanches où le prédicateur du temple de l'Oratoire du Louvre n'est pas un « libéral ». Mais il a recours à l'hospitalité d'un temple officiel pour les baptêmes, mariage, enterrements ou pour les cultes avec Sainte-Cène.
Il est membre de la délégation libérale et du Conseil central de l'Église réformée. Il est profondément attaché à l’Église réformée et s'attache, dans ses prédications, à « défendre les droits de la conscience individuelle et de la critique historique appliqué à la bible ». 

## Distinctions
Chevalier de la Légion d'honneur en 1886, alors qu'il est président du consistoire du Havre, sur contingent du ministère des cultes et de l’intérieur.

## Œuvres
- Du fondement de l'Église, thèse de doctorat en théologie, Strasbourg, Berger-Levrault, 1850
- Ernest Fontanès, Le christianisme moderne : Étude sur Lessing, Paris, Germer Baillière, coll. « Bibliothèque de philosophie contemporaine », 1867, 246 p. (lire en ligne)
- Ernest Fontanès, Le christianisme moderne : Étude sur Lessing, Paris, Bibliothèque pacifiste internationale, 1904, 40 p. (lire en ligne)
- Cavour, Paris, Sandoz et Fisbacher, 1875, 96 p.
- La guerre, Paris, Giard et Brière, 1904, 40 p., préface de Frédéric Passy